# Tokoname
Tokoname (常滑市; -shi) é uma cidade japonesa localizada na província de Aichi.
Em 2003 a cidade tinha uma população estimada em 49.735 habitantes e uma densidade populacional de 1 023,56 h/km². Tem uma área total de 48,59 km².
Recebeu o estatuto de cidade a 1 de Abril de 1954.
O Aeroporto Internacional de Chubu, aqui situado, foi inaugurado em 17 de Fevereiro de 2005.